# Eupholidoptera giuliae
Eupholidoptera giuliae är en insektsart som beskrevs av Massa 1999. Eupholidoptera giuliae ingår i släktet Eupholidoptera och familjen vårtbitare. Inga underarter finns listade i Catalogue of Life.